# Skribňovo
Skribňovo este o arie protejată (arie specială de conservare — SAC, sit de importanță comunitară — SCI) din Slovacia întinsă pe o suprafață de 126,3 ha, integral pe uscat.

## Localizare
Centrul sitului Skribňovo este situat la coordonatele 48°59′10″N 19°46′05″E / 48.986111°N 19.768056°E.

## Înființare
Situl Skribňovo a fost declarat sit de importanță comunitară în aprilie 2004 pentru a proteja 1 specie de plante și 7 specii de animale. Situl a fost protejat și ca arie specială de conservare în martie 2004.

## Biodiversitate
Situată în ecoregiunea alpină, aria protejată conține 6 habitate naturale: Păduri de fag din Europa Centrală dezvoltate pe sol calcaros cu Cephalanthero-Fagion, Peșteri inaccesibile publicului, Pante stâncoase calcaroase cu vegetație casmofită, Păduri pe pante, grohotișuri și ravene de Tilio-Acerion, Păduri calcicole cu Pinus sylvestris din Carpații Occidentali, Păduri de fag Asperulo-Fagetum.
La baza desemnării sitului se află mai multe specii protejate:
- plante (1): clopțelul cu frunze de crin (Adenophora lilifolia)
- amfibieni (1): izvoraș-cu-burta-galbenă (Bombina variegata)
- mamifere (4): liliac cârn (Barbastella barbastellus), liliac cu urechi mari (Myotis bechsteinii), liliac comun (Myotis myotis), liliacul mic cu potcoavă (Rhinolophus hipposideros)
- nevertebrate (2): Boros schneideri, Rosalia alpina

Pe lângă speciile protejate, pe teritoriul sitului au mai fost identificate 2 specii de amfibieni, 5 specii de mamifere, 3 specii de reptile.